# Maksym Braharu
Maksym Ihorovyč Braharu (in ucraino Максим Ігорович Брагару?; Reni, 21 luglio 2002) è un calciatore ucraino, difensore della Dinamo Kiev.

## Carriera

### Club
Cresciuto calcisticamente nelle giovanili del Čornomorec' nel 2019 esordisce in prima squadra nel campionato di seconda serie ucraino. Nel 2021 ottiene la promozione in massima serie e nelle successive tre stagioni, fino al 2024, gioca nel massimo campionato nazionale, diventando in breve tempo titolare inamovibile della squadra nero-azzurra.
Terminata la sua esperienza al Čornomorec', nell'estate del 2024 passa alla Dinamo Kiev.

### Nazionale
Conta oltre venti presenze con la selezione ucraina under-21, tra il 2021 e il 2024. Nello stesso anno, viene convocato dal CT Ruslan Rotan' per le Olimpiadi 2024 di Parigi.

## Palmarès

### Club

#### Competizioni nazionali
- Campionato ucraino: 1

Dinamo Kiev: 2024-2025